# دتلف جاسکویاک
دتلف جاسکویاک (انگلیسی: Detlef Jaskowiak؛ زادهٔ ۱۵ فوریهٔ ۱۹۵۹) بازیکن فوتبال اهل آلمان است.
از باشگاه‌هایی که در آن بازی کرده‌است می‌توان به باشگاه فوتبال بوخوم اشاره کرد.
وی همچنین در تیم ملی فوتبال جوانان آلمان بازی کرده‌است.